# Myiomima sarcophaina
Myiomima sarcophaina är en tvåvingeart som beskrevs av Brauer och Julius Edler von Bergenstamm 1889. Myiomima sarcophaina ingår i släktet Myiomima och familjen parasitflugor. Inga underarter finns listade i Catalogue of Life.